# Untergraben 13 und 15 (Weimar)

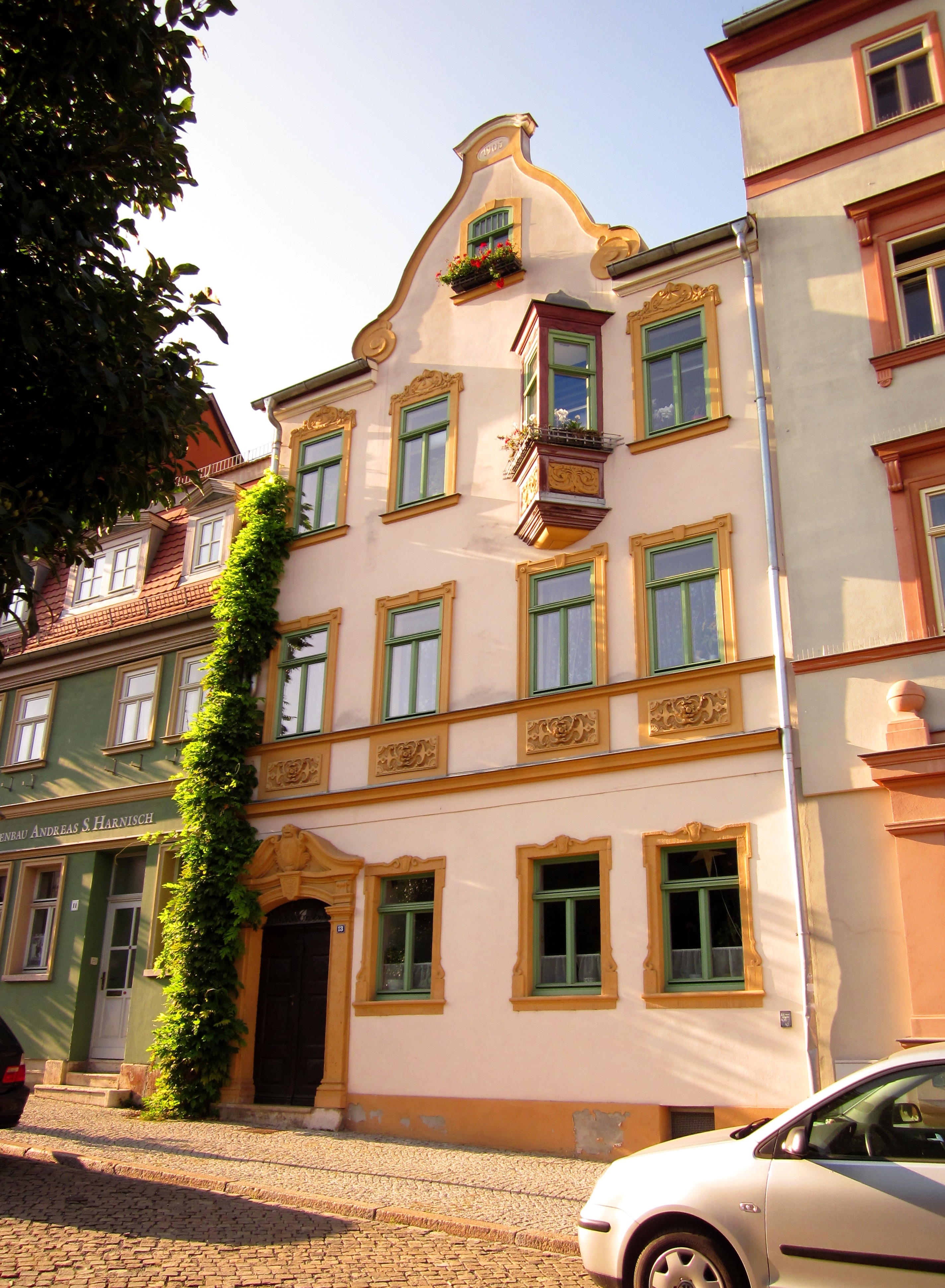
Untergraben 13

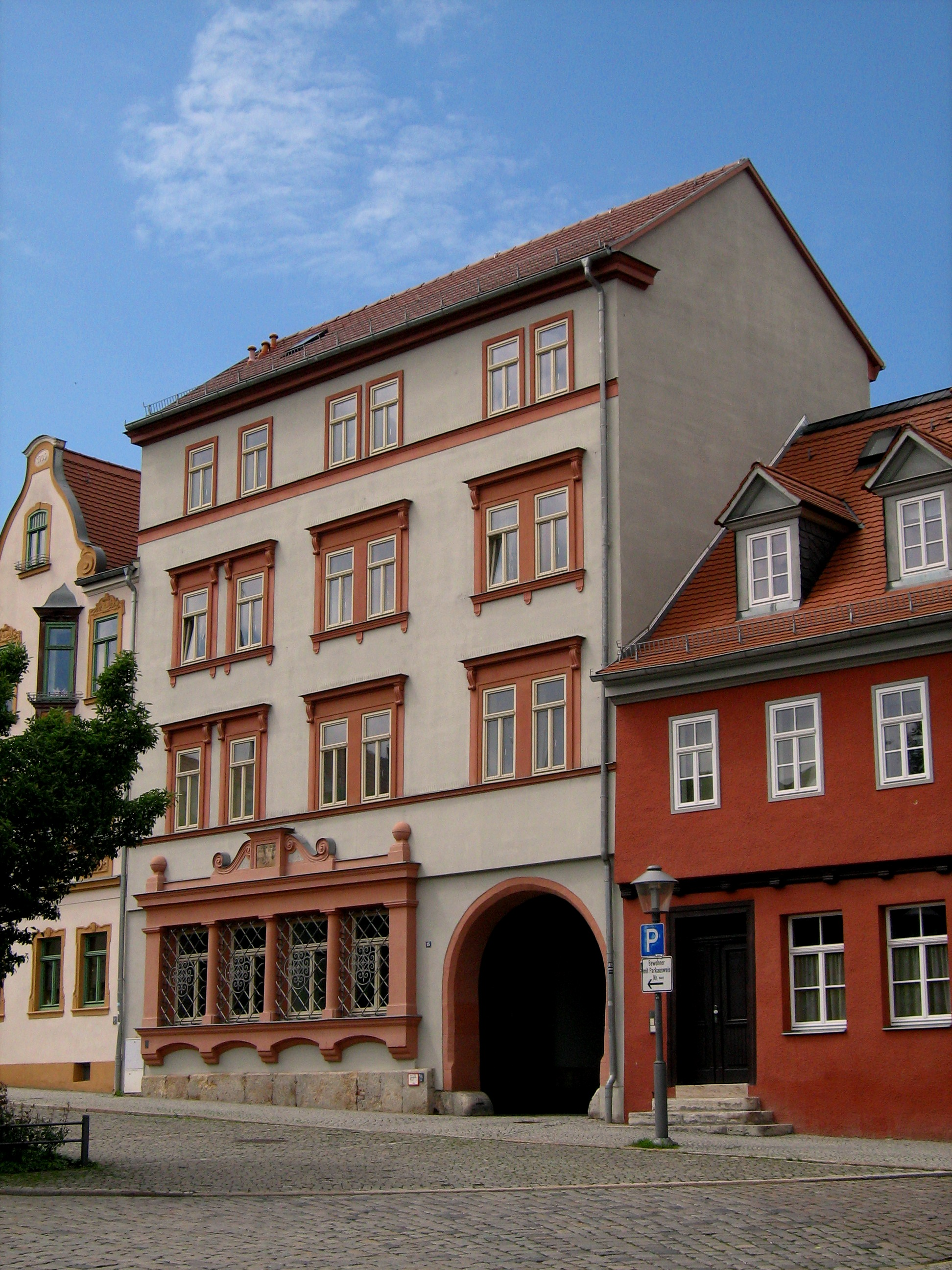
Untergraben 15

Das Haus Untergraben 15 in Weimar ist das ehemalige Gasthaus „Zum goldenen Löwen“. Die Hausnummer 13 mit der Jahreszahl 1750 mit dem Löwenschild und Schlussstein an der Haustür war das Logierhaus für das Gasthaus. Dieses ist ein dreigeschossiges Gebäude mit Erker und Giebelaufsatz. Das Gasthaus selbst ist älter. Es war einmal 1704 abgebrannt und 1705 durch den Gastwirt Daniel Henzgen wiedereröffnet worden. Dieses wiederum ist ein viergeschossiges Gebäude mit Hofdurchfahrt. Das Erdgeschoss weist eine vorgeblendete Fensterumrahmung mit Säulen und Pilastern auf.
Die Gebäude Untergraben 13 und 15 stehen auf der Liste der Kulturdenkmale in Weimar (Einzeldenkmale). Auch das benachbarte Eckhaus zum Brühl Untergraben 17 steht auf der Denkmalliste.